# T-90
T-90 je glavni borbeni tenk ruske vojske. Napravljen je spojem najboljih karakteristika tenka T-72 i T-80. Po svojim karakteristikama T-90 spada u najmodernije tenkove u svijetu, ali ima i nekoliko bitnih mana kao što je koncept smještaja streljiva ispod kupole koji je izuzetno opasan (što se pokazalo u Čečeniji i u ratovima na prostoru bivše SFRJ). Prednosti T-90 u odnosu na zapadne tenkove su mogućnost lansiranja protuoklopnih vođenih raketa iz topa, niska silueta, mala masa, odlična pokretljivost i prohodnost, učinkovit reaktivni oklop, posjedovanje samozaštitnog sustava Štora, napredni sustav upravljanja paljbom (noviji modeli) i niža cijena.

## Razvoj
Krajem osamdesetih godina konstruktori tenkova u Njižnjem Tagilu počeli su rad na projektu modernizirane inačice tenka T-72B, s ciljem da se vatrena moć, pokretljivost i oklopna zaštita dovedu na razinu sličnu tenku T-80U (koji je razvijen u konkurentskom birou u Sankt-Peterburgu). Tijekom razvoja vozilo je bilo označeno Objekt 188. Tenk je prošao državna ispitivanja 1989. godine, a manja serijska proizvodnja je počela u studenom 1993. u tvornici "Uralvagonzavod". Ruska vojska je tenk prvobitno označila T-72BU, ali je zatim oznaka promijenjena u T-90. Proizvodnja tenka T-90 za rusku vojsku je prestala 2011. godine zbog mnogih razloga, a ponajviše zastarjelog i ograničenog dizajna te samim time nemogućnosti ozbiljnijeg preinačenja.

## Inačice

### T-90
T-90 je prvotna, osnovna inačica tenka, koja je nastala potkraj 1980-tih. Drugim riječima, to je bitno nadograđeni i modernizirani T-72B koji je još poznat pod nazivom T-72BU. Ova inačica tenka se ne proizvodi od kraja 1990-tih. Za razliku od novijih inačica, prvotni T-90 je imao lijevanu kupolu i V-84MS motor s 840 KS. Masa tenka je 46,5 tona.

### T-90A
Unaprijeđena inačica poznatija kao "T-90 Vladimir" po dizajneru Vladimiru Ivanoviču Potkinu. Tenk je nastao krajem 1990-tih, a u službu je uveden 2004. godine. Karakterizira ga varena kupola poboljšane zaštite s dodatno zaštićenim područjem streljiva, napredniji optičko-elektronički sustavi te jači motor V-92S2 koji razvija 1000 KS.

### T-90S
Izvozna inačica T-90A tenka s nešto izmijenjenom strukturom oklopa i drugačijim optičko-elektroničkim sustavima.

### T-90AM
Najnaprednija inačica T-90 tenka s poboljšanom aktivnom i pasivom zaštitom, novijim i učinkovitijim reaktivnim oklopom Relikt, unaprijeđenim optičko-elektroničkim sustavima, unaprijeđenim topom i sustavom upravljanja paljbom te novim, jačim i učinkovitijim motorom V-92S2F s 1130 KS. Po pitanju oklopne zaštite i borbene sposobnosti, T-90 AM spada u sam vrh te je kao takav potaknuo Amerikance na razvoj M1A3 tenka, a Nijemce na razvoj Leoparda 2A7. Osim toga, karakterizira ga još bolje zaštičeno područje streljiva u odnosu na T-90 A/S inačice s vanjskim spremnicima projektila koji u slučaju proboja tenka sigurno neće rezultirati katastrofalnim posljedicama kao kod nekih ranijih ruskih tenkova. U ruskoj vojsci je u upotrebi svega par komada ovog izvrsnog tenka, a čini se da su zbog financijskih razloga odustali od modifikacije postojećih T-90A tenkova na T-90AM standard te su se odlučili za bitno inferiorniju i jeftiniju modifikaciju postojećih T-72 modela na T-72B3 i T-72B4 standard te eventualno modifikaciju nekolicine T-90 i T-90A modela na T-90M standard.

### T-90MS
Izvozna inačica T-90AM tenka.

### T-90M
Unaprijeđena inačica tenkova T-90 i T-90A namijenjena za rusku vojsku. Oklop je unaprijeđen i po karakteristikama tek neznatno zaostaje za T-90AM rješenjem, no motor je i dalje isti V-92S2 s 1000 KS kao kod T-90A/S modela, a ne V-92S2F s 1130 KS kao kod modela T-90AM/MS. Unaprijeđeni su optičko-elektronički sustavi, sustav upravljanja paljbom i top, no u konačnici T-90M je jeftinija i nešto inferiornija inačica T-90AM tenka. Rusko Ministarstvo obrane je napomenulo je da planira modernizirati nekoliko T-90 i T-90A tenkova na T-90M standard do 2020. godine.

## Vatrena moć
Osnovno naoružanje je top 125 mm 2A46M-2 glatke cijevi. Top je u potpunosti stabiliziran u dvije ravnine, a dužina cijevi je 6,0 m. Zadržan je sustav automatskog punjenja s 42 dvodijelne granate smještene u obrtnom transporteru ispod kupole. Koristi se svim standardnim ruskim streljivom kalibra 125 mm, uključujući i protuoklopne vođene rakete 9M119M (AT-11 Sniper), ali i posebno razvijena potkalibarna-razorna granata (pogodna za gađanje žive sile u zaklonu i niskoletećih helikoptera također naravno i tenkove). Sposoban je gađati ciljeve iz pokreta. Kao i kod prethodnih sovjetskih tenkova, glavni top ima znatan nedostatak u vidu mogućnosti nagiba odnosno elevacije koja se kreće od -5° do +14° (primjera radi njemački Rheinmetall Rh-120 top na Leopardu 2 i M1 Abramsu ima mogućnost elevacije od -9° do +20°). Najveći dopušteni tlak u komori topa je 6500 bara što je veliko poboljšanje u odnosu na prethodne 125 mm topove na tenkovima T-64 i T-72 s najvećim dopuštenim tlakom od 5100 bara, no još uvijek manje od novih zapadnih 120 mm tenkovskih topova koji imaju oko 10 % veći dopušteni tlak (> 7000 bara).
Pomoćno naoružanje sastoji se od strojnice 7,62 mm PKT spregnutom s topom i protuavionske strojnice 12,7 mm NSVT postavljene na krov kupole. Noviji modeli T-90 imaju KORD 12,7 mm tešku strojnicu umjesto NSVT. Uz pomoć ciljaničkog sustava PZU-7 zapovjednik tenka može iz unutrašnjosti vozila upravlja protuavionskom strojnicom.
Sustav za upravljanje paljbom (SUP) napredniji je nego kod T-80U i znatno je boljih karakteristika u odnosu na ranije tenkove porodice T-72. 
Zapovjednik raspolaže s PNK-4S/SR AGAT dnevnim i noćnim sustavom za upravljanje paljbom koji omogućuje otkrivanje tenkova noću na udaljenosti do 1 km. 
Topnik raspolaže širokom paletom uređaja koji uključuju: 1G46 dnevni i noćni (SUP) koji uključuje laserski daljinomjer sposoban za otkrivanje ciljeva veličine tenka na rastojanjima 5–8 km, 2E42-4 stabilizator paljbe, 1V528 balističko računalo i DVE-BS mjerač vjetra. 
Vozač koristi TVN-5 dnevni i noćni vidokrug. T-90 koristi ESSA infracrveni nišan koji se služi CATHERINE-FC infracrvenom kamerom razvijenom u suradnji s francuskim Thales-om, T-90A koristi toplinsku kameru druge generacije.
Najnovije inačica T-90AM/MS imaju znatno unaprijeđen hardver i softver u odnosu na T-90A/S modele, odnosno unaprijeđenu cjelokupnu paletu optičko-elektriničkih sustava zajedno s novim topom poboljšane preciznosti i unaprijeđenim automatskim punjačem.

## Oklopna zaštita
Oklop tijela tenka izrađen je varenjem ploča pancirnog čelika, a s prednje strane je primijenjen višeslojni oklop. Testiranja krajem 90' tih u Rusiji pokazala su otpornost prednjeg oklopa na sva dotadašnja 125 mm tenkovska zrna kao i mnoge protutenkovske rakete. Na prednju gornju kosu ploču i na bočne štitnike gusjenica ("suknje") postavljeni su elementi eksplozivnog reaktivnog oklopa Kontakt-5. Kod prvotne inačice kupola je izrađena od lijevanog čelika, s dodatkom sloja od kompozitnog materijala u prednjem dijelu od 35 stupnjeva. Elementi reaktivnog oklopa Kontakt-5 postavljeni su i na kupolu. Time je oklopna zaštita tenka T-90 malo poboljšana u odnosu na zaštitu T-80U, koja je 1985. kad je T-80U predstavljen, bila jedna od najboljih na svijetu. No ipak, jer je zaštita tenkova kao i protutenkovskog streljiva nevjerojatno napredovala u zadnjih 20 godina, ta razina zaštite je ipak nedostatna ako se uspoređuje s, primjerice, zaštitom Leopard 2A6 tenka. Problem kod T-90, T-90A i T-90S inačica je jako loš razmještaj reaktivnog oklopa koji ostavlja određena područja kupole i trupa bez dodatne zaštite. Drugim riječima, reaktivni oklop nije kompaktno povezan u cjelinu bez "rupa" i bez izloženih dijelova osnovnog oklopa, što je dizajnerski i sigurnosni propust.
Na kupolu tenka T-90 postavljen je sustav aktivne zaštite TŠU-1-7 "Štora-1". Sustav se sastoji od detektora laserskog zračenja, bacača dimnih kutija i dvije IC lampe koje šalju signale za ometanje protuoklopnih vođenih raketa. Međutim, sustav Štora je maknut s T-90AM/MS i T-90M zbog neučinkovitosti protiv modernih protuoklopnih raketa, a na njezino mjesto je stavljen eksplozivni reaktivni oklop kako bi se poboljšala zaštita tog dijela kupole.
T-90A/S inačice imaju poboljšan oklop u odnosu na prvotnu inačicu te je za njih karakteristična varena "sendvič" kupola, a T-90AM/MS i T-90M inačice imaju modificirani oklop s puno boljim razmještajem novog reaktivnog oklopa Relikt koji je ovaj put znatno bolje povezan u cjelinu i pokriva puno veća područja osnovnog oklopa. Prema procjenama nekih stručnjaka, T-90AM ima trenutno najbolju oklopnu zaštitu koja nadmašuje zapadna rješenja poput M1A2 SEPv3 Abramsa i Leoparda 2A7V.

## Pokretljivost
U osnovnoj inačici tenk pokreće 12-cilindričnim višegorivi motor V-84MS s maksimalnom snagom 618 KW (840 KS) i okretnim momentom od 3335 Nm, što je nedovoljno za tenk mase 46,5 t. Zato je proizvođač kasnije ponudio i mogućnost ugradnje jačeg motora V-92S2 sa snagom od 736 KW (1000 KS) i okretnim momentom od 4046 Nm koji je prisutan u T-90A, T-90S i T-90M inačicama. Snaga se prenosi preko mehaničke transmisije, identične kao kod tenka T-72B. Mjenjač ima sedam stupnjeva prijenosa za kretanje naprijed i jedan za nazad. Najjača inačica motora je V-92S2F koja razvija 831 KW (1130 KS) i 4521 Nm okretnog momenta i koja se ugrađuje u T-90AM i T-90MS inačice. T-90AM i njegova izvozna inačica imaju automatske mjenjače sa sedam stupnjeva prijenosa unaprijed i jednim unazad. Primijenjen je sustav oslanjanja s torzijskim štapovima, a na prvoj, drugoj i šestoj oslonskoj točki ugrađeni su hidraulični amortizeri.

## Operativna povijest
T-90 se koristio u Dagestanskom ratu, sirijskom građanskom ratu, ratu u donbasu 2020. godine, sukobima između Kine i Indije i u sukobu oko Nagorno-Karabaha 2020. godine.Rana izvozna varijanta t-90S navodno je vidjela akciju tijekom invazije Čečena na Dagestan 199. godine. Jedno vozilo je pogođeno 7 puta RPG protutenkovskim raketom ali je ostalo u akciji.

## Korisnici
- Alžir: zemlja je u dvije narudžbe naručila ukupno 305 tenkova. Prva narudžba od 185 tenkova je ugovorena tijekom 2009. a druga od 120 tenkova 2011. godine. Vrijednost cijelog posla je iznosila 470 milijuna USD.[2]
- Azerbajdžan[3]
- Indija: indijska vojska trenutno koristi 2078 T-90 tenkova koji su naručeni na temelju tri različite narudžbe iz Rusije i domaće proizvodnje. Prve dvije narudžbe iz Rusije su iznosile 310 odnosno 300 tenkova (2000. i 2006.).[4] Također, Indija namjerava opskrbiti svoju vojsku s još dodatnih 1000 tenkova koji bi se proizvodili kod kuće do 2020. godine. Prva pošiljka od 10 domaćih tenkova je dostavljena u kolovozu 2009.[5][6] 354 novih T-90MS tenkova bilo bi raspoređeno u šest indijskih tenkovskih pukovnija na kineskoj granici.[7]
- Rusija: ruska vojska je tijekom 2012. koristila 436 T-90A i 307 T-90 tenkova.[8]
- Turkmenistan: tijekom 2010. je naručeno deset T-90S tenkova ukupno vrijednih 30 milijuna USD dok je 2011. naručeno dodatnih 30 tenkova[2]
- Uganda: zemlja je s Rusijom 2010. potpisala ugovor o nabavci T-90 tenkova. Već sljedeće godine Ugandi je dostavljen 31 tenk.[9][10][11]

## Vanjske poveznice
- (en) T-90S Main Battle Tank—Bharat Rakshak
- (en) Uralvagonzavod, službena stranica proizvođača na engleskom (Ruski  Arhivirana inačica izvorne stranice od 24. studenoga 2005. (Wayback Machine), T-90 na engleskom)
- (en) Članak o T-90 na Federation of American Scientists
- (en) T-90S Main Battle Tank na fprado.com
- (en) T-90S na Army-technology.com
- (en) Main battle tank T-90 na GlobalSecurity.org